# Ganzhousaurus
Ganzhousaurus é um gênero de dinossauro da família Oviraptoridae. Ah uma única espécie descrita para o gênero Ganzhousaurus nankangensis. Seus restos fósseis foram encontrados na formação Nanxiong, província de Jiangxi, China, e datado do Cretáceo Superior.